# Zu jung zu sterben. Ein Krimi aus Passau
Zu jung zu sterben. Ein Krimi aus Passau ist ein deutscher Fernsehfilm aus dem Jahr 2022 von Andreas Herzog mit Marie Leuenberger als Frederike Bader und Michael Ostrowski als Privatdetektiv Ferdinand Zankl. Es handelt sich um die dritte Folge der ARD-Kriminalfilmreihe Ein Krimi aus Passau. Die Erstausstrahlung im Ersten erfolgte am 31. März 2022 im Rahmen des DonnerstagsKrimis im Ersten, in der ARD Mediathek wurde der Film am 29. März 2022 veröffentlicht. ORF-Premiere war am 7. Juli 2022.

## Handlung
Der österreichische Privatdetektiv Ferdinand Zankl wird vom Passauer Restaurantbesitzer Roman Haslinger engagiert, um nach dessen 25-jähriger Ex-Freundin, der Kulturwissenschaftstudentin Lina Ampft, zu suchen. Haslinger fehlen 50.000 Euro, zehn Luxusuhren im Wert von über 90.000 Euro sowie 80 Gramm Kokain, weswegen er damit nicht zur Polizei gehen möchte. Zankl rekrutiert die in Passau im Zeugenschutz lebende Berliner Polizistin Frederike Bader zur Unterstützung bei der Suche. Eine der Uhren ist eine Smartwatch, die über GPS verfügt. Die GPS-Ortung über eine mobile App führt Frederike auf den Schrottplatz von Alois Mayr, der wegen Hehlerei, Steuerhinterziehung, Waffenbesitz und Körperverletzung verurteilt wurde.
Bei einer Bierwanderung findet eine Gruppe junger Männer ein Golf Cabrio, Baujahr 1979 mit der Leiche von Lina Ampft am Rücksitz in einem Waldstück bei Passau. Das Fahrzeug hatte ihr ihr Verehrer Xaver geschenkt, der Sohn des Schrottplatzbesitzers Alois Mayr. Zankl vermutet, dass Xaver das Hehlerei-Geschäft seines Vaters übernommen hat und Lina aus Passau weg wollte, die gestohlenen Uhren wollte sie zuvor an Xaver verkaufen. Xaver, der, wie Aufnahmen auf dessen Computer zeigen, Lina gestalkt hatte, wollte sie nicht ziehen lassen und hatte sie ermordet. Frederike dagegen ist überzeugt, dass Xaver nicht der Täter ist, weil er sehr um Lina trauert.
Bader und Zankl ermitteln parallel zu Kriminalhauptkommissarin Hermine Grill von der Passauer Kriminalpolizei, deren neuer Leiter Kriminalrat Jochen Mohn, der ehemalige Zeugenschützer der Baders, ist. Währenddessen bewirbt sich Mia bei der Passauer Presse um ein zweiwöchiges Praktikum. Ihrem Vorgesetzten Robert Stein erzählt sie, dass sie wie ihr Vater, der verschwunden ist, als Mia acht Jahre war, Journalistin werden möchte.
Von Mohns Assistentin Anja Heilmann erfährt Zankl, dass die Polizei auf dem Rücksitz des Cabrios eine zweite Blutspur entdeckt hat, die von der Leiche der vor zwei Jahren aus der Donau geborgenen Studentin Daniela Ulmen stammt. Ein Täter konnte damals nicht ausgeforscht werden. Auf Mayrs Schrottplatz trifft Frederike auf Hubertus Fux, einen beeidigten Gerichtsdolmetscher, der seit fünf Jahren bei der Polizei und für Gerichte arbeitet. Nachdem sie ihm auf dem Polizeirevier wieder begegnet, verfolgen ihn Zankl und Frederike mit dem Auto. Früherer Besitzer des Golf Cabrios, in dem Lina Ampft gefunden wurde, war Hubertus Fux. Frederike verdächtigt Fux daher, Ulmen damals ermordet zu haben, den Wagen ließ er deswegen verschrotten, damit die Kriminaltechnik keine Spuren findet, die auf ihn zurückzuführen wären. Im Garten von Hubertus Fux beobachten Zankl und Bader, wie dessen Frau Esther und dessen Tochter Sarah plötzlich ohnmächtig werden. Hubertus bringt die beiden in einen Stadel und übergießt sich selbst mit Benzin. Bader kann ihn rechtzeitig daran hindern, seine Frau und seine Tochter zu erschießen und sich selbst anzuzünden.
Von Martha Kruppka, der Verlobten von Alois Mayr, erfährt Frederike, dass Xaver zwischenzeitlich von der Polizei verhaftet wurde. Er soll Lina Ampft ermordet haben. Allerdings gesteht Martha, Alois bei einem Streit mit Lina beobachtet zu haben, bei dem Lina von Alois tödlich verletzt wurde. Sie habe Lina mit dem Cabrio in den Wald gebracht, um den geistig beeinträchtigten Alois zu schützen. Das Geld und die Uhren hat sie an sich genommen, die Drogen im Klo hinuntergespült.
Nachdem Mia, die eigentlich über die Passauer Drogenszene recherchieren wollte, für ihr Praktikum ein Porträt über ihre Chefin und Konditorin Roswitha Hertel verfasst, wird diese von einem Drogenabhängigen in ihrer Bäckerei niedergestochen und ausgeraubt. Bei Zankl taucht Adil Bahdari auf, der ihn mit der Suche nach seinem Sohn Ahmed beauftragt.

## Produktion und Hintergrund
Die Dreharbeiten fanden zusammen mit dem vierten Teil Der Fluss ist sein Grab (Arbeitstitel Wo liegt die Wahrheit?) vom 26. Mai bis zum 24. Juli 2021 statt, gedreht wurde in Passau und München.
Produziert wurde der Film von der Hager Moss Film GmbH (Produzentin Kirsten Hager) im Auftrag des Bayerischen Rundfunks und ARD Degeto. Die Kamera führte Wolfgang Aichholzer. Für das Kostümbild zeichnete Mika Braun verantwortlich, für das Szenenbild Anette Ingerl, für den Ton Christian Götz und Christian Hegner, für die Maske Christine Bernrieder und Birgit Neumaier und für das Casting Franziska Aigner.

## Rezeption

### Kritiken
Rainer Tittelbach vergab auf tittelbach.tv für die dritte und vierte Folge 4,5 von sechs Sternen. In Zu jung zu sterben komme die originelle Konstellation aus strenger Piefke und bissig witzelndem Ösi in Niederbayern zum Tragen, daraus ergebe sich ein vielschichtiger, abwechslungsreicher, etwas anderer Ermittlerkrimi, der die bayerische Farbe, das Skurrile, das Schräge, das Bodenständige, ausspiele.
Oliver Armknecht bewertete den Film auf film-rezensionen.de mit sechs von zehn Punkten, als Krimi sei dieser nur Durchschnitt. Die Figuren und die daraus entstehende Zwischendynamik ließen aber darüber hinwegsehen und für Unterhaltung sorgen. Aufgrund der Figuren gehöre dieser Donnerstagabend-Krimi zu den besseren, die man in dieser Schiene zu sehen bekommt.

### Einschaltquote
In Deutschland sahen den Film bei Erstausstrahlung im Ersten 6,54 Millionen Personen, der Marktanteil betrug 22,4 Prozent.